# Vilma Núñez de Escorcia
Vilma Núñez de Escorcia, conocida como doña Vilma (1938- ) es un activista nicaragüense defensora de los Derechos Humanos. Es abogada, especialista en derecho penal y derechos humanos y fundadora y  presidenta del Centro Nicaragüense de Derechos Humanos (CENIDH).

## Biografía
Vilma Núñez de Escorcia nació en 25 de noviembre de 1938 en la localidad de Acoyapa en el departamento de Chontales en Nicaragua.
Su compromiso por la defensa de los derechos humanos inició desde temprana edad, integrando al llegar a la Universidad el Primer Comité Estudiantil por la libertad de los presos políticos universitarios de la dictadura de Anastasio Somoza García. Destacó en las luchas estudiantiles de esa época, siendo una de las sobrevivientes de la masacre del 23 de julio de 1959, que causó 4 muertos y más de 60 heridos durante el desfile de los pelones que hacían estudiantes de la Universidad Nacional Autónoma de Nicaragua (UNAN), y fue miembro de la histórica “Generación del 23 de Julio”.
Al egresar de la Universidad, se convierte en la Abogada Defensora de los reos políticos de forma voluntaria y a riesgo de su propia vida, como parte de sus principios y como una forma de aportar a la lucha contra Somoza y por las reivindicaciones sociales de la población más vulnerable, como el reclamo al derecho a sus tierras ancestrales de las comunidades indígenas de Sutiava en León, Nicaragua.

## Activismo
En 1977, junto con otras personas funda el capítulo de León de la Comisión Permanente de Derechos Humanos, para desde allí denunciar la sistemática violación a los mismos por parte de la dictadura de Somoza. En 1979, cuatro meses antes del triunfo de la Revolución fue encarcelada,torturada con prolongados interrogatorio, la mantenían con vendas en
los ojos y completamente desnuda, aplicaron chuzos eléctricos y la amenazaban con matar a su esposo también detenido. Fue procesada por un Tribunal Militar por la presunta comisión de delitos que jamás había cometido. Fue condenada a 10 años de prisión y una multa millonaria, la pasan por cuatro cárceles del país y cuarenta días incomunicada en la cárcel modelo de Tipitapa, fue finalmente excarcelada siete días antes del triunfo, con una fianza y gracias a una campaña internacional de Amnistía Internacional ya que en los primeros días de su detención el régimen de Somoza negaba su detención y paradero.
En 1979, al triunfar la Revolución Popular Sandinista fue nombrada vicepresidenta de la Corte Suprema de Justicia de Nicaragua (1979/1987), siendo la Primera mujer magistrada que accede tan alto cargo. En 1987, fue nombrada Comisionada Nacional para Derechos Humanos y Asuntos Humanitarios y en tal carácter presidió, la Comisión Gubernamental de Promoción y Protección de los Derechos Humanos.

## La Profesión
En 1990, encabezó la fundación del Centro Nicaragüense de Derechos Humanos, siendo electa Presidenta, desde cuyo cargo ha dirigido el funcionamiento del organismo, generando capacidades desde la sociedad civil para la defensa, promoción y protección de los Derechos Humanos, desde diferentes organizaciones, desde la Cátedra Universitaria
y con el acompañamiento cotidiano brindado a pobladores de los sectores populares, dedicándose por completo a la defensa de los derechos humanos, lo que considera su opción de vida.
Reconocida a nivel nacional e internacional por su valor, rectitud, honestidad, transparencia y su lucha inclaudicable por la defensa de los derechos humanos. Ha recibido 15 premios y reconocimientos públicos a nivel nacional e internacional.
Durante 3 años, fue coordinadora del Grupo de Criminología Crítica Latinoamericana, Corresponsal de la Academia de Ciencias Penales de Cuba. Fue Presidenta de la Comisión para la Defensa de los Derechos Humanos de Centroamérica (CODEHUCA), Miembro del Consejo de Dirección de la Organización Mundial Contra la Tortura (OMCT), y vicepresidenta de la Federación Internacional de Derechos Humanos (FIDH).
Nominada entre las 1000 Mujeres para recibir el Premio Nobel de la Paz en el año 2005, actualmente pertenece a
la organización 1000 Mujeres de Paz en el Mundo.
Es Juez del Tribunal Permanente de los Pueblos sucesor de los Tribunales Rusell, donde ha participado en aproximadamente 10 Tribunales en los que destaca El Proceso a la impunidad de Crímenes de Lesa Humanidad en América Latina 1989- 1991.
Por la persecución y hostigamiento por la promoción y defensa de los derechos humanos, la Comisión Interamericana de Derechos Humanos – CIDH le ha otorgado en dos ocasiones Medidas Cautelares ante las graves y constantes violaciones a sus derechos que atentan contra su vida y su familia en 2002 y las nuevas Medidas Cautelares otorgadas por la CIDH desde el 11 de noviembre de 2008 que se mantienen vigentes después de ataques directos del gobierno sandinista a su casa de habitación en León y una permanente campaña de difamación a través de medios oficiales, persecución y amenazas directas y de imputaciones delictivas calumniosas.

## Premios y reconocimientos
| Año  | Premio                                                 | Resultado |
| ---- | ------------------------------------------------------ | --------- |
| 2016 | Premio Internacional de Derechos Humanos Martin Ennals | Nominada  |
| 2011 | Premio Stieg Larsson                                   | Ganadora  |
| 2001 | Premio “Salvador Justo”                                | Ganadora  |